# Micrurus silviae
Micrurus silviae là một loài rắn trong họ Rắn hổ. Loài này được Di Bernardo, Borges-Martins & Da Silva mô tả khoa học đầu tiên năm 2007.